# 森特勒利亞 (密蘇里州)
森特勒利亞（英語：Centralia）是位於美國密蘇里州奧德雷恩縣及布恩縣的城市。

## 人口
根據2020年美國人口普查的數據，森特勒利亞的面積為7.50平方千米，皆為陸地。當地共有人口4541人，而人口密度為每平方千米605人。